# 狂骨の夢
『狂骨の夢』（きょうこつのゆめ）は、京極夏彦の長編推理小説・妖怪小説。百鬼夜行シリーズ第3作である。
文庫版刊行の際に、400枚以上の加筆訂正が行われた。

## 書誌情報
- 新書判：1995年5月、講談社ノベルス、ISBN 4-06-181844-9
- 文庫判：2000年9月、講談社文庫、ISBN 4-06-264961-6
- 分冊文庫判：2005年8月、講談社文庫、[上] ISBN 4-06-275156-9、[中] ISBN 4-06-275157-7、[下] ISBN 4-06-275158-5
- 四六判（愛蔵版）：2006年10月、講談社、ISBN 4-06-213627-9

## あらすじ
関口巽は大物小説家、宇多川崇からとある相談を受ける。それは、記憶喪失の妻・朱美の、海鳴りと甦ってくる記憶と殺した夫への恐怖に関するものだった。彼女は自分が記憶を失う以前に、前の夫を、首を切って殺してしまったのではないかという疑団にさいなまれていた。
伊佐間一成は、逗子の海岸で朱美と名乗る女性と出会う。折からの冷え込みで体調を崩していた伊佐間は、朱美にいざなわれるまま彼女の家へとあがりこむ。酒に酔うまま、朱美は過去に同じ店で奉公していた女性を殺してしまったと告白する。
同じく、逗子にあるキリスト教会の居候・降旗弘と牧師の白丘亮一は、ある日訪れた宇多川朱美から懺悔を聞く。彼女は、以前首を切って殺した夫が首をつなげて甦り、自分に会いにくるという。そしてその度に、絞め殺し、首を切っていると言うのである。
警視庁の木場修太郎は、二子山集団自殺事件を捜査する傍らで、逗子湾金色髑髏事件（生首殺人事件）に興味を持つ。伊佐間が再び逗子を訪れたのと時を同じくして、宇多川崇が殺され朱美が逮捕される。生前の宇田川と直前まで会っていた関口は、木場に相談を持ち掛けるが、そこに金色髑髏事件の証拠品をたどって神奈川警察の石井警部が訪問してくる。金色髑髏事件の証拠と思われた物は、宇田川の遺留品であった。木場は石井に話をつけ、相互の情報提供を持ち掛ける。

## 登場人物
中禅寺 秋彦（ちゅうぜんじあきひこ）
陰陽師にして古本屋。
12月1日に知人の依頼で神職として神葬を引き受けた直後に、京都の十鶴館という古書肆に入荷した『絵本百物語』を買い取るべく東京を離れていたが、伊佐間達から逗子の事件に関して相談されて解決のため駆り出されることとなる。
関口 巽（せきぐち たつみ）
小説家。
神葬の席で知り合った宇多川から彼の妻の身に起きた変事を聞き、榎木津への依頼を仲介するよう頼まれる。当初は事件に関わるのが厭で榎木津へ依頼するのを渋り、精神神経科での加療を強く勧めるが、厭な予感がして自分の主治医に治療を打診すると約束すると共に、自らも敦子と一緒に探偵の元へ出向く。宇田川の死後、田越川の河口で発見された宇多川の遺留品から自分の連絡先のメモが発見され、逗子湾金色髑髏事件の関連証拠として浮上する。
榎木津 礼二郎（えのきづ れいじろう）
破天荒な私立探偵。木場とは幼馴染で、中禅寺・関口とは旧制高校時代から付き合いがあり、伊佐間は海軍時代の部下。
宇多川の依頼を受諾し、関口を連れて長野へ向かうことを決めるが、その矢先に依頼人が殺害されてしまう。
伊佐間 一成（いさま かずなり）
関口らの友人。釣り堀屋。朱美いわく、先夫の佐田申義に似ているという。
釣り旅行先の逗子の海岸で海に花を手向ける朱美と出会い、発熱したため看病してもらう。その後再び逗子に赴いた際、朱美が宇多川殺しの犯人として連行されるのを目撃し、中禅寺に助けを求める。
木場 修太郎（きば しゅうたろう）
東京警視庁の刑事。中禅寺・関口・榎木津の友人で、榎木津・降旗とは幼馴染。武蔵野連続バラバラ殺人事件での処罰の後は相棒を青木から長門へ変えられる。
二子山の集団自殺事件の捜査協力に駆り出され、過去の行方不明者から自殺者を特定しようと動いており、気晴らしに薔薇十時探偵社を訪れたことで、逗子湾生首殺人事件や宇多川崇殺害事件と担当事件の間に奇妙な符合があることに気付く。
中禅寺 敦子（ちゅうぜんじ あつこ）
中禅寺秋彦の妹で、出版社の社員。関口と共に、生前の宇田川と最後に会っていた。
石井 寛爾（いしい かんじ）
神奈川本部の警部。前作『魍魎の匣』の事件で失態を犯したために、警察内での評価が下がっている。逗子湾金色髑髏事件（生首殺人事件）の捜査を担当し、また木場と相互に情報提供するようになる。

### 逗子の住人
宇多川 朱美（うだがわ あけみ）
崇の妻。27歳。祝言も入籍もしていないので正式には夫婦ではなく、所謂内縁の妻の関係。8年前に記憶を失い利根川を流れてきたところを宇多川に救助され、彼の調査で記憶を取り戻した後で夫婦となる。
戦後は東京へ引っ越すが、戦中に自分に尋問したと云う憲兵が住居を訪ねて来たため4、5回転居を繰り返し、都内では見つかると3、4年程前に逗子の葉山側へ引っ越してきた。だが、その頃から海鳴りの音を聞くと「骨になる」夢を見るようになり、2箇月前、先夫の死亡記事を見つけて以来、不在証明が確実な筈の先夫の殺害の様子などの過去を「過剰に」思い出し、さらには行ったはずのない千葉県九十九里の一松海岸で生まれた他人の記憶まで蘇る。様々な怪現象に悩まされた末に「飯島基督教会」へ相談に現れる。
宇多川 崇（うだがわ たかし）
小説家。幻想小説の大家。57歳。関口曰く「乱歩の蘞味と鏡花の品格を併せ持ち、虫太郎の魔境に露伴を遊ばせる」ような独特の作風で高い評価を得ている。文化藝術社主催「本朝幻想文学賞」創設にも尽力した。大柄で貫禄はあるが、太ってはおらずどこか神経質で危なっかしい印象を与える。取材や打ち合わせ、缶詰めで、月の半分は外泊し、生活も夜型。
理屈では理解できるが政治的な思想を持たず、国体の提灯持ちのような文章は書く気になれず、共産主義者や無政府主義者にも与することなく、戦中は作家を休業して故郷の埼玉県本庄に小さな家を借りて住んでいた。そして8年前、利根川で溺れていた朱美を助け、記憶を取り戻すために尽力し、そのまま惚れ込んで後妻に迎えた。
逗子に越してからは妻が記憶を過剰に取り戻してしまい、12月1日に神葬の席を借りて妻の様子がおかしいことを関口に相談。8年前の佐田申義殺害事件が妻の精神的不調に関連していると考え、担当の小泉に紹介された関口と敦子を介して猟奇殺人の真相究明を榎木津に依頼しようとする。榎木津への仲介と精神神経科医の紹介を取り付けて帰路に着いたが、その翌日に殺害される。
4年程前に執筆した「井中の白骨」は、平田篤胤の勝五郎再生記聞と番町皿屋敷を足したような作品で、昭和23年が舞台の『中禅寺先生物怪講義録』の1話でも書籍が登場している。
降旗 弘（ふるはた ひろむ）
飯島基督教会の居候。元精神科医。木場とは幼馴染みで榎木津とも面識があった。幼児体験のトラウマを解消するべくフロイトの精神神経医学を学んだが、逆に激しい自己嫌悪に陥っている。
成り行きで宇多川朱美の相談を聞くことになり、彼女の奇妙な体験の解釈を考え、次に先夫が現れた時は殺しても首を切らないよう助言する。
白丘 亮一（しらおか りょういち）
飯島基督教会の牧師。出身は石川県羽咋。伝導者と云うよりは宗教歴史学者に近く、特に基督教史に就いては博覧強記であり、説教より講義が得意で弁も立つ。新教徒ではあるが聖書主義には批判的で、三位一体に就いては特に否定的。大戦の時は入営したものの訓練中に銃の暴発事故で脚を負傷して除隊することになり、戦場へは送られなかった。
はっきりとした信仰を持つことができずに苦悶している。また、少年期のとある体験がトラウマになっており、髑髏と神主に恐怖心を抱く。金色髑髏事件の周辺で目撃されていたため、警察にマークされる。
一柳 史郎（いちやなぎ しろう）
宇多川の隣人の置き薬売り。妻と二人暮らしで、半年弱前に引っ越して来た。仕事の関係で旦那同士に面識はないが、朱美は夫人に良く世話になっている。
文覚（もんがく）
逗子の外れの檀家も墓もなく本尊もない寺、聖宝院文殊寺の住職。顔の下半分を白い髭で覆われた、木乃伊か即身仏のような異相の老人。

### 朱美の過去
佐田 申義（さだ のぶよし）
朱美の前夫。非常に孝行者で、癩病で危篤の父を手篤く看病していた。赤紙が来た時、兵役を拒否して逃げたことで、朱美と彼の父親は村八分の扱いを受けた。その後、一度は帰宅したものの、情婦であった民江と再び出奔し、何者かによって昭和19年8月31日から9月1日の間に殺害され、首なし死体となって発見される。なお、重病の父は朱美が憲兵に尋問されている間に容体が悪化し、死体が見つかる3日前に死亡している。
鴨田 周三（かもた しゅうぞう）
塩田平の酒屋、鴨田酒造の主人。鷺宮家の三男で、鴨田酒造へ婿入りした。朱美のかつての奉公先の旦那。兵役忌避者の妻として朱美が村八分にされていることに責任を感じ、彼女を村から逃がした。旧姓、鷺宮。店は秋に閉店した。
鷺宮 邦貴（さぎのみや くにたか）
鴨田酒造の若旦那で、周三の甥（周三の長兄の息子）。記録上は昭和20年に入営して大陸に送られ、23年に復員している。
宗像 民江（むなかた たみえ）
鴨田酒造で働いていた奉公人。要領が悪く、少しぼっとして奥手そうで地味な容姿だが、若い頃から肉付きが良く男好きのする早熟な娘だった。
奉公先で同室だった朱美とは仲が良かったが、彼女の夫となった佐田と情を通じていた。昭和19年に佐田の兵役忌避と前後して鴨田酒造を出奔したために情夫殺害の容疑者として指名手配され、本庄児玉の辺りで再会した朱美と揉み合って利根川に転落し、消息不明となる。

### 二子山集団自殺事件の関係者
長門 五十次（ながと いそじ）
東京警視庁の老刑事。木場の新たな相棒。課一番の年長者で、刑事とは思えないほど穏和な性格。
山田 春雄（やまだ はるお）
自殺者の一人。高野唯継の教え子。35、6歳。長野県の上田出身。どこかの真言宗の寺に出家していた。法名、春真。二子山で自殺した。6年前、八重が失踪する前日に高野家を訪問しており、熊沢天皇が出鱈目だと怒っていたと云う。
高野 八重（たかの やえ）
自殺者の一人。丸顔で色白、右頬の黶と、左二の腕に子供の頃に火箸で遊んでつけた疵がある。終戦の翌年の昭和21年2月に18歳で失踪し、以来6年間行方不明となっていた。
山田 冨吉（やまだ とみきち）
春雄の父。鴨田酒造の元酒職人。出頭や身元確認を頑なに拒否する。
高野 唯継（たかの ただつぐ）
八重の父。妻はなか子。旧大森区入新井町在住。元中学教師で、昭和26年に退職し、現在は趣味で水質調査などをしている。

### 逗子湾金色髑髏事件の関係者
田淵（たぶち）、舟橋（ふなはし）
神奈川県警葉山署の刑事。石井と共に捜査をするが高圧的な性格で、石井とは反りが合わず、先の連続バラバラ殺人等で失態を演じた彼を軽く見ている。白丘を怪しいとにらみ、応対した降旗に横暴な態度をとる。
矢沢 駿六（やざわ しゅんろく）
逗子湾で発見された生首遺体の被害者。香具師の真似事をし乍ら全国を流れ歩いた宿無しで、半年程前から横浜で日雇いの荷役人足をしていた、所謂風太郎。
きね
桃囿館の女中。30歳。少し愛敬のある顔立ちで、実に善く喋る。16歳の頃から戦中を除いてずっと桃囿館で働いている。

## 用語
二子山集団自殺事件（ふたごやましゅうだんじさつじけん）
10名の男女が葉山の二子山で自殺していた事件。女性達は阿片を飲まされた上に、無理心中された。遺体は9月20日に発見された時点で死後数日が経過していた。
現場が昭和8年に「死のう団」が野宿をしていたのと同じ、自刃に使われた短刀の柄に16弁の菊花紋がついていた、などのことから様々な憶測を呼ぶ。
しかし、当時の神奈川県警は柚木夏菜子誘拐事件の捜査に追われて深刻な人手不足で、解決を見ないまま次々続けて事件が起きたせいで、徹底して機動力を与えられないと云う結果になった不幸な事件であり、管轄外の木場と長門も身元確認に駆り出され、遺体の身元の特定に2箇月以上を要することとなった。
逗子湾金色髑髏事件（ずしわんこんじきどくろじけん）
逗子湾にて、金色の頭蓋骨が打ち上がったと噂された事件。「金色髑髏事件」は流言蜚語の類で、警察では「逗子湾生首殺人事件」として捜査を行っている。
最初は9月23日に逗子湾に浮かぶ金色の髑髏の目撃情報が記事になり、2日後には浜に金色髑髏が打ち上げられているのが見つかったものの、波に攫われたのか回収には失敗した。そして11月半ばには普通の髑髏が船上から目撃され、続いて肉片や髪の毛をつけて漂う生首も確認、12月1日には逗子湾に生首が打ち上がる。
鴨田酒造
長野県上田下之郷にあった造り酒屋。江戸末期の創業。戦前から戦中にかけての最盛期には下働きの小娘まで含めると60人からの人間が働いていたが、戦後は従業員が減る一方で、新規雇用も行われていない。ここ数年は開店休業状態で、昭和27年の秋からは人気も完全に途絶えて閉店してしまった。
桃囿館（ももそのかん）
伊佐間が宿泊した逗子の簡易宿泊所。1泊素泊まりで料金前払いの120円、食事なしの自炊持ち込み自由、便所は1階のみ、風呂は9時まで。外見は木造の洋館で、造りは大仰だが建物自体は意外に小さく近くで見ると安普請だと容易に知れ、掃除も行き届いていない。
町の中心から外れ、海からも離れた場所にあるので、冬場は観光客が宿泊せず、専ら仕事で長期間逗留する客を相手に商売している。
聖寶院文殊寺
桃囿館の隣にある寺。改築を重ねて建立時のスタイルが失われているが、境内は結構広く、中禅寺は四天王寺級の寺であると評した。正面には金堂の代わりにしている和様の講堂と、小振りな三重塔、参道の左手には稲荷社があるが、鐘撞堂も墓場もなく、それどころか本尊すらないと云う。葬式を上げることもなく、金儲けもしていない。なお、書類上は寺院ではなく、土地も個人所有なので、法的には建造物は住居という扱い。
脳髄屋敷
椿金丈と云う医者にして俳人であった好事家が大正の始め頃に逗子に建て、5人目の妻と妾を住ませた2件の悪趣味な屋敷。2つの人生を並行して楽しむために建てられており、ぎりぎり接近しているにも拘らず隣家には絶対に行けない構造になっている。
建物と周囲の地形を人間の頭に見立てており、妾宅が右脳、本宅が左脳、切り通しが脳梁、周囲を囲む山が頭蓋骨となっている。幼少期に事業に失敗して借金の形で手放した北鎌倉の生家の模造品で、間取りから庭の植込みや飾り井戸、庭石に至るまで全てが記憶とそっくり同じに造られており、間取りがあべこべにならないように敢えて左右対称にはしていない。
椿の死後に売却され、現在はそれぞれに宇多川家と一柳家が住んでいる。

## 漫画
志水アキにより漫画化され、前作『魍魎の匣』に引き続き「コミック怪」で連載された。

### 書誌情報
角川書店、怪COMICより発売。
1. 2011年1月24日発行 ISBN 978-4-04-854582-2
2. 2011年7月23日発行 ISBN 978-4-04-854658-4
3. 2012年1月24日発行 ISBN 978-4-04-120080-3
4. 2012年7月24日発行 ISBN 978-4-04-120312-5
5. 2013年1月24日発行 ISBN 978-4-04-120550-1

## 関連作品
- 後巷説百物語 - 「五位の光」が本作と関連している。